# Hans Michael Franke
Hans Michael Franke (Hanau, 1963) is een Duitse beeldhouwer.

## Leven en werk
Franke volgde van 1983 tot 1986 een opleiding tot steenhouwer. Hij studeerde van 1988 tot 1993 beeldhouwkunst bij Hiromi Akiyama aan de Akademie der Bildenden Künste in Karlsruhe. In 1989 nam hij deel aan het beeldhouwersymposium in Donaueschingen en in 1997 met onder anderen Werner Pokorny, David Lee Thompson en Siegfried Pietrusky aan de expositie Sechs Plätze - Sechs Bildhauer in Schorndorf. In 2000 was hij een deelnemer van het Beeldhouwersymposium Oggelshausen in Oggelshausen.
De kunstenaar woont en werkt in Sinsheim-Weiler. Hij werkt uitsluitend met natuursteen.

## Werken (selectie)
- Pfeiler (1989), Donaueschingen
- Innere Bewegung (1990), Hubert-Sternberg-Schule in Wiesloch
- Ohne Titel (1995), Landratsamt in Wiesloch
- Both sides now rest (1994), beeldenpark KUNSTdünger Rottweil in Rottweil
- Newgrange '97 (1997), beeldenroute Skulpturen-Rundgang Schorndorf in Schorndorf - 2001 geplaatst
- Denkmal für die Freiheit (1998)[1], Sinsheim
- Steinraster (2000), beeldenroute Skulpturenweg Seehaus Pforzheim
- Skulptur (2002), Innenhof Justizvollzuganstalt in Freiburg im Breisgau
- Vier Ringe/Rohre (2007), Neckarsulm

## Fotogalerij

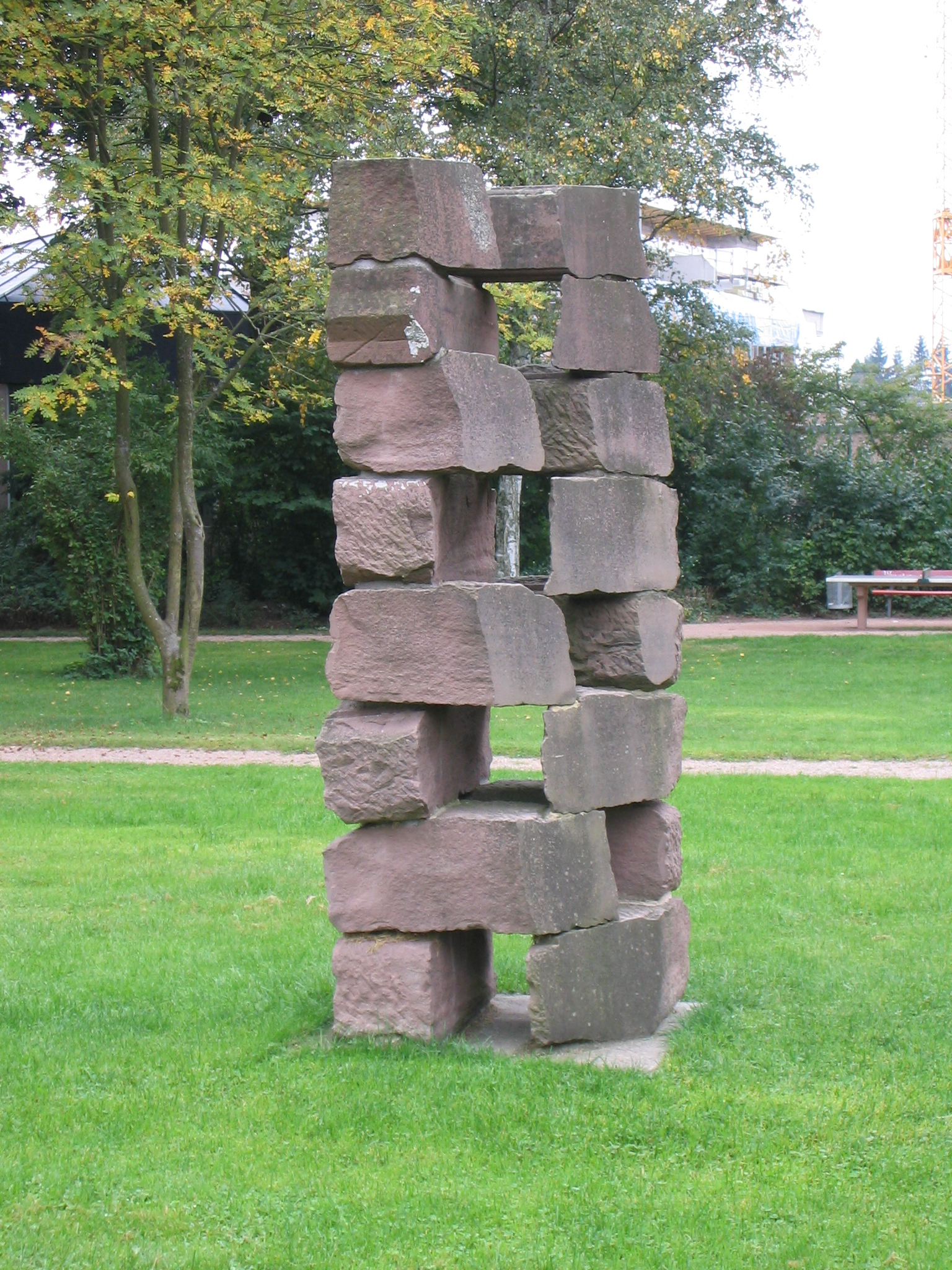
Pfeiler (1989)
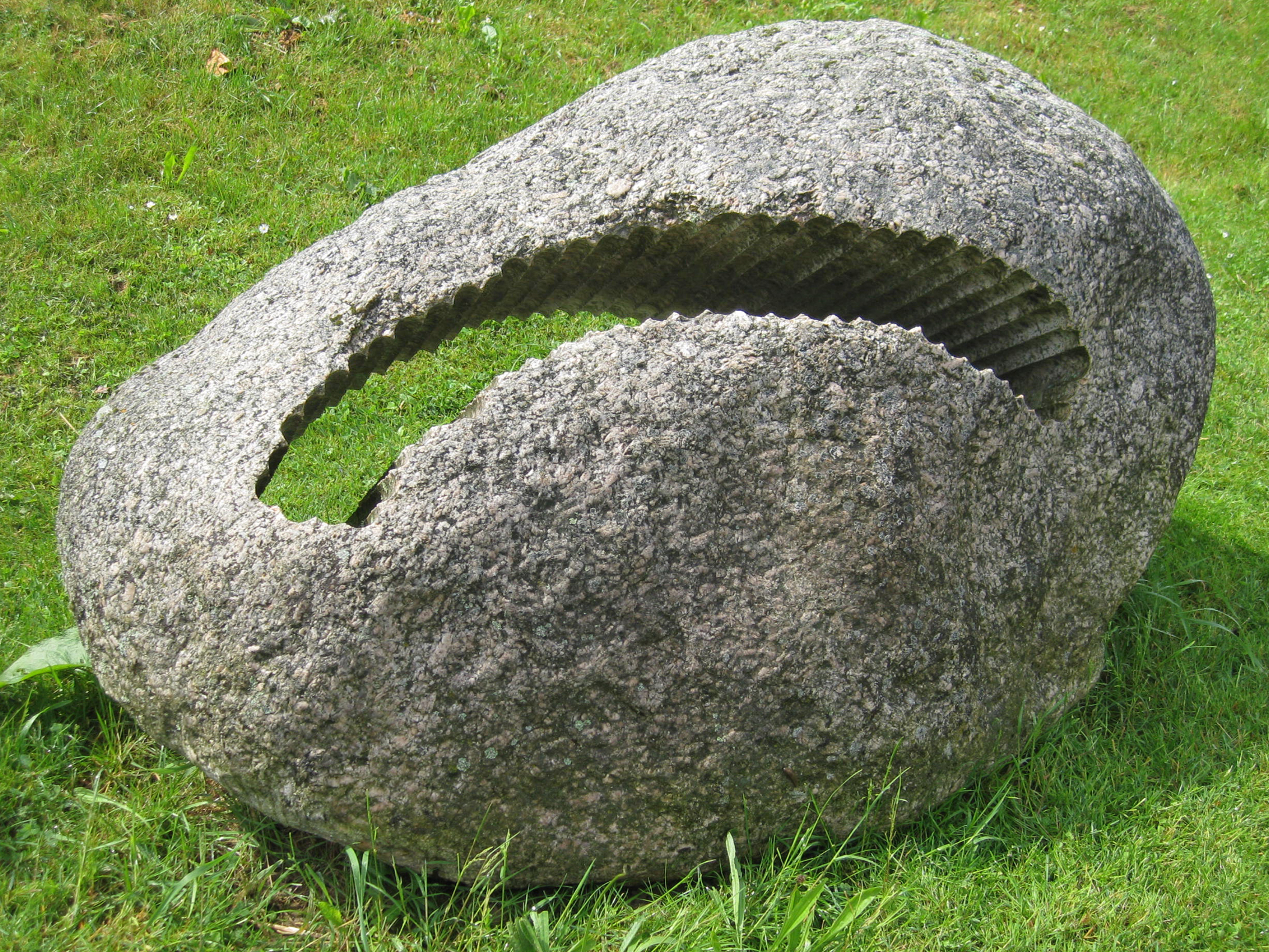
Both sides rest now (1994)
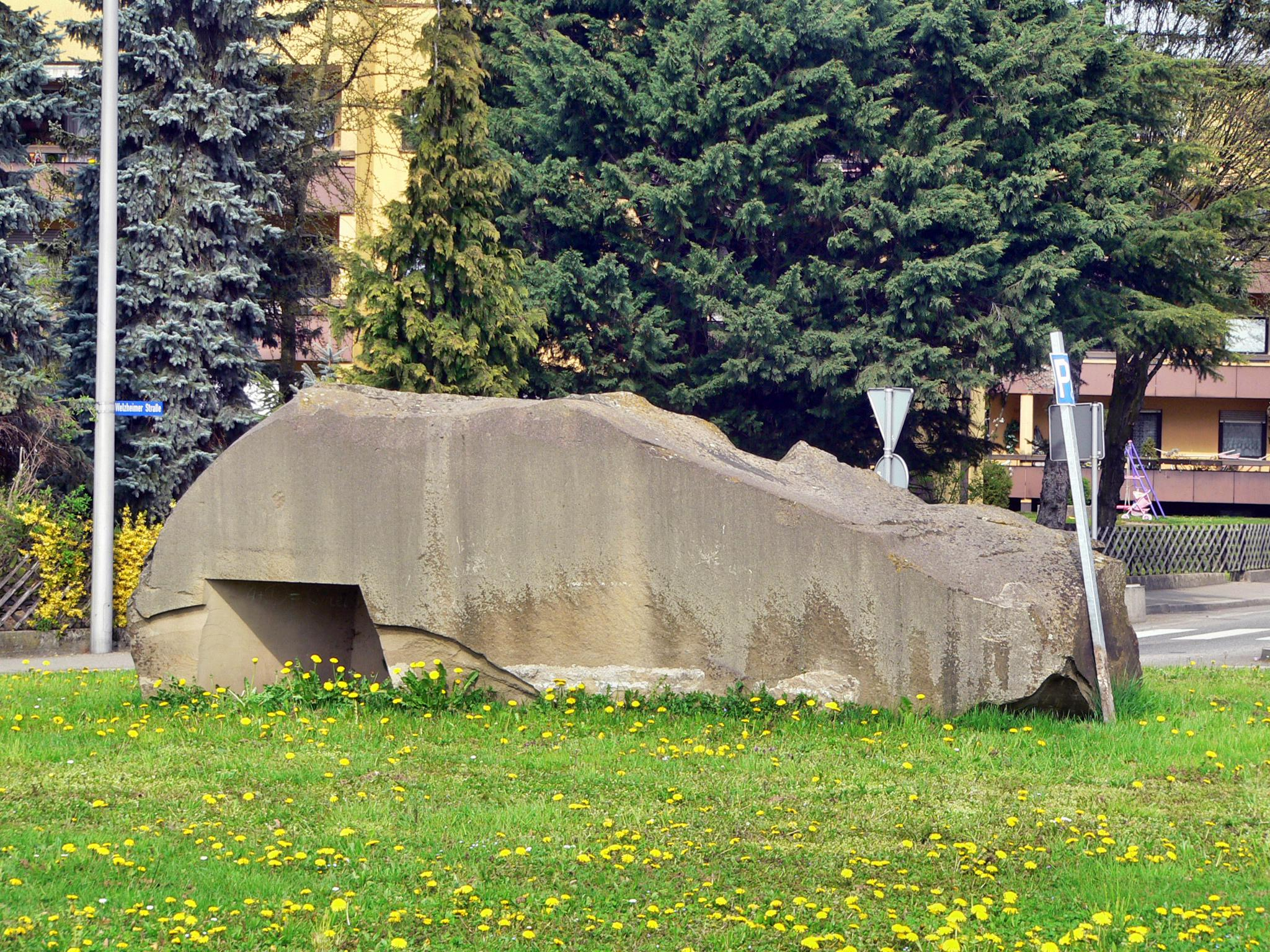
Newgrange '97 (1997)
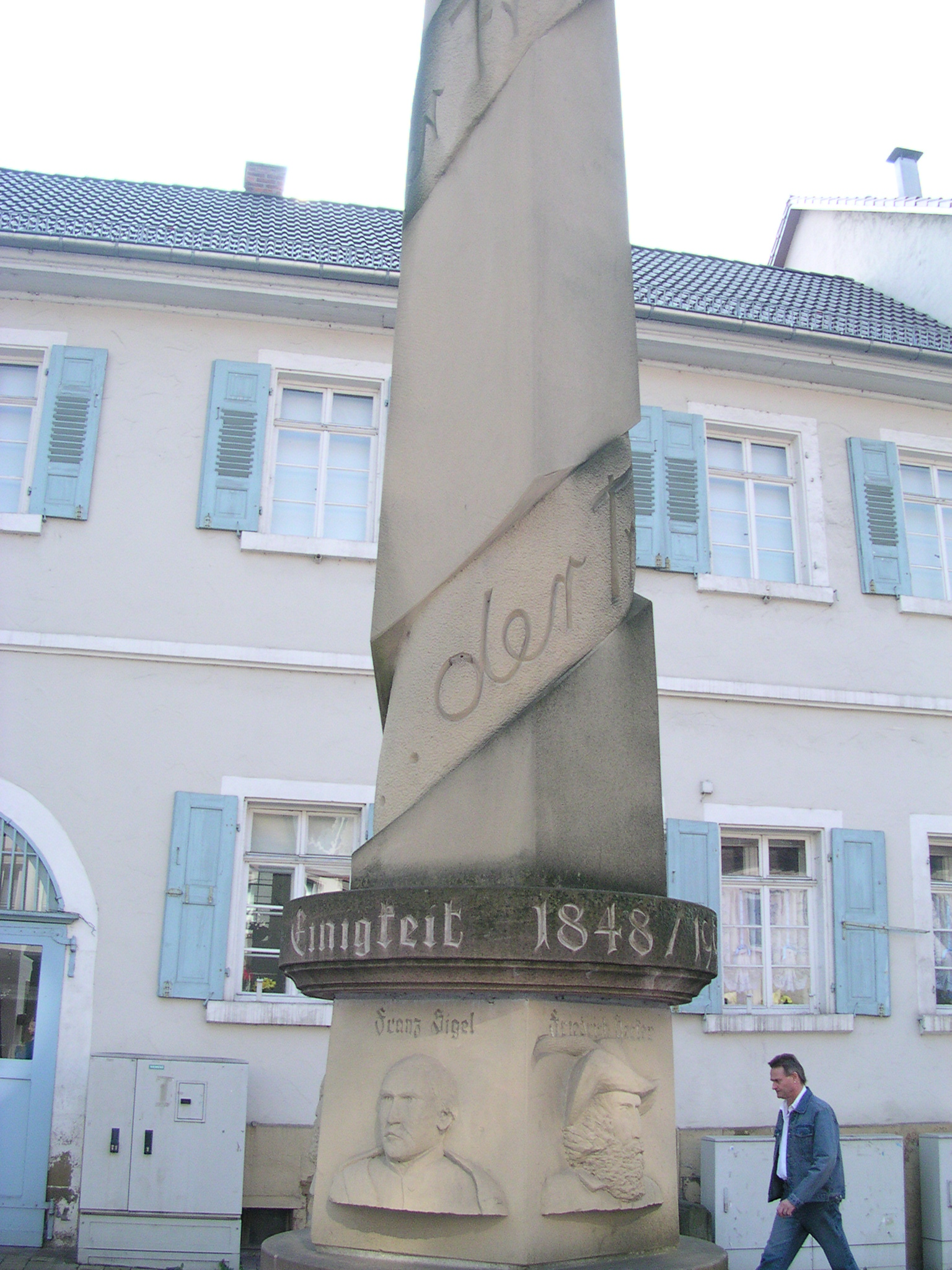
Denkmal für die Freiheit (1998)
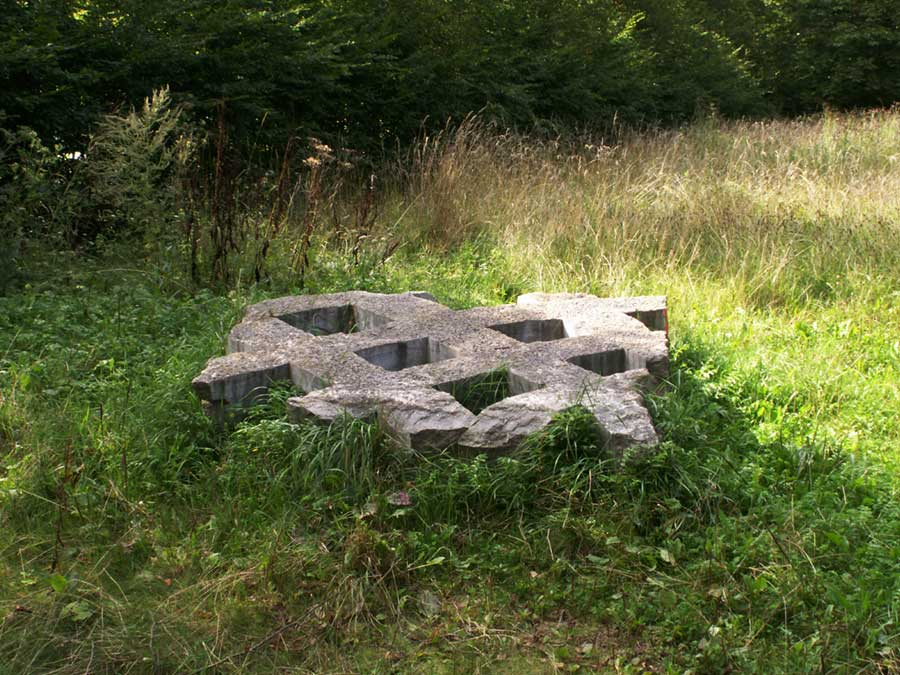
Steinraster (2000)